# Boris Wsewolodowitsch Ignatowitsch
Boris Wsewolodowitsch Ignatowitsch (* 1899 in Sluzk; † 1976 in Moskau) war ein sowjetischer Fotograf.

## Leben
Ignatowitsch arbeitete erst bis 1921 als Zeitungsjournalist  für Severo-Donezki kommunist Krasnaja Svesda (Roter Stern) und Karsnaja Baschkirija, bevor er 1923 mit dem Fotografieren anfing. Er zog nach Moskau, dann nach Leningrad und arbeitete in den 1920er-Jahren u. a. für die Prawda, Komsomolskaja Prawda, Trud und Bednota, ab 1927 ausschließlich als Bildredakteur und Fotoredakteur. Er wurde ein Schüler von Alexander Rodtschenko. Ab 1930 drehte er auch Dokumentarfilme; in den 30ern leitete er den illustrierten Teil der Zeitschrift Wetschernaja Moskwa (Moskau am Abend). 1937–41 war er Mitarbeiter der Zeitschrift Stroitelstwo Moskwy (Aufbau Moskaus).
International beachtet wurde seine Reportage über den bei Moskau gelegenen Landkreis Ramenskoje anlässlich des zehnten Jahrestages der Oktoberrevolution. Einige seiner Fotografien, zum Beispiel „Ermitage“ (1931) oder „Dusche“ (1935), gelten heute als Ikonen der russischen Avantgarde. Seine Kriegsfotografien sind hingegen weitgehend unbekannt geblieben. Boris Ignatowitsch erlebte den Deutsch-Sowjetischen Krieg hauptsächlich an der Kalininfront, als Fotokorrespondent der Armeezeitung „Kampfbanner“ der 30. Armee.
Seine Schwester Olga und seine Schwägerin Elisabeth waren ebenfalls Fotoreporter.